# Green Grass (Dakota Południowa)
Green Grass – jednostka osadnicza w Stanach Zjednoczonych, w stanie Dakota Południowa, w hrabstwie Dewey.